# Archaeolamna
Archaeolamnidae
Famille
Genre
Espèces de rang inférieur
- A. kopingensis (type) Davis, 1890[3]
- A. haigi Siverson, 1996[4]

Synonymes
Archaeolamna est un genre fossile de requins lamniformes ayant vécu durant le Crétacé, dans la famille des Archaeolamnidae. Il contient deux espèces valides, A. kopingensis (qui a deux sous-espèces : A. k. kopingensis et A. k. judithensis) et A. haigi, qui ont été trouvées en Europe, en Amérique du Nord et en Australie. Bien qu'il soit principalement connu à partir de dents isolées, un ensemble associé de dents, de mâchoires, de fragments crâniens et de vertèbres d'A. kopingensis est connu du Pierre Shale du Kansas. Des dents d'A. k. judithensis ont été trouvés avec un squelette de plésiosaure avec des marques de morsures de la formation de Judith River dans le Montana.

## Classification
Lorsque la famille des Archaeolamnidae a été nommée pour la première fois, elle comprenait les genres Archaeolamna, Cretodus, Dallasiella et Telodontaspis. Cependant, Cretodus a été réaffecté aux Pseudoscapanorhynchidae (en), Dallasiella a été réaffecté aux Lamniformes incertae sedis, et Telodontaspis a été synonymisé de Cretoxyrhina. Cela laisse le genre Archaeolamna comme seul membre de la famille.
Pour Paleobiology Database en 2022, la famille des Archaeolamnidae comporte toujours le genre Telodontaspis.